# The Butter and Egg Man
Pour l’article homonyme, voir The Butter and Egg Man (film).
The Butter and Egg Man est une pièce de théâtre écrite par George S. Kaufman en 1925. C'est la seule pièce qu'il a écrit seul. Elle a été adaptée à six reprises au cinéma, et est encore jouée sur scène de nos jours.

## Distribution
- Gregory Kelly : Peter Jones
- Sylvia Field : Jane Weston
- Robert Middlemass : Joe Lehman
- Lucile Webster : Fanny Lehman
- John A. Butler : Jack McClure
- Marion Barney : Mary Martin
- Tom Fadden : le serveur
- Harry Neville : Cecil Benham
- Harry Stubbs : Bernie Sampson
- Eloise Stream : Peggy Marlowe

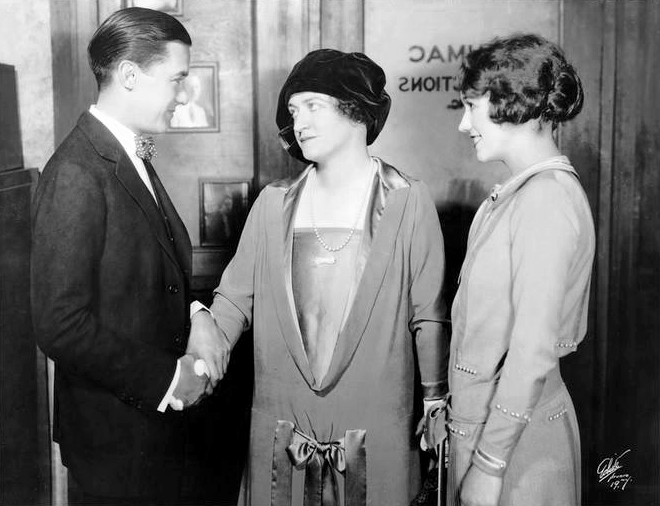
Gregory Kelly (Peter Jones), Lucile Webster (Gleason) et Sylvia Field (Jane Weston) en 1925

- Puritan Townsend : Kitty Humphries
- Denman Maley : Oscar Fritchie
- George Alison : A.J. Patterson

## Représentations

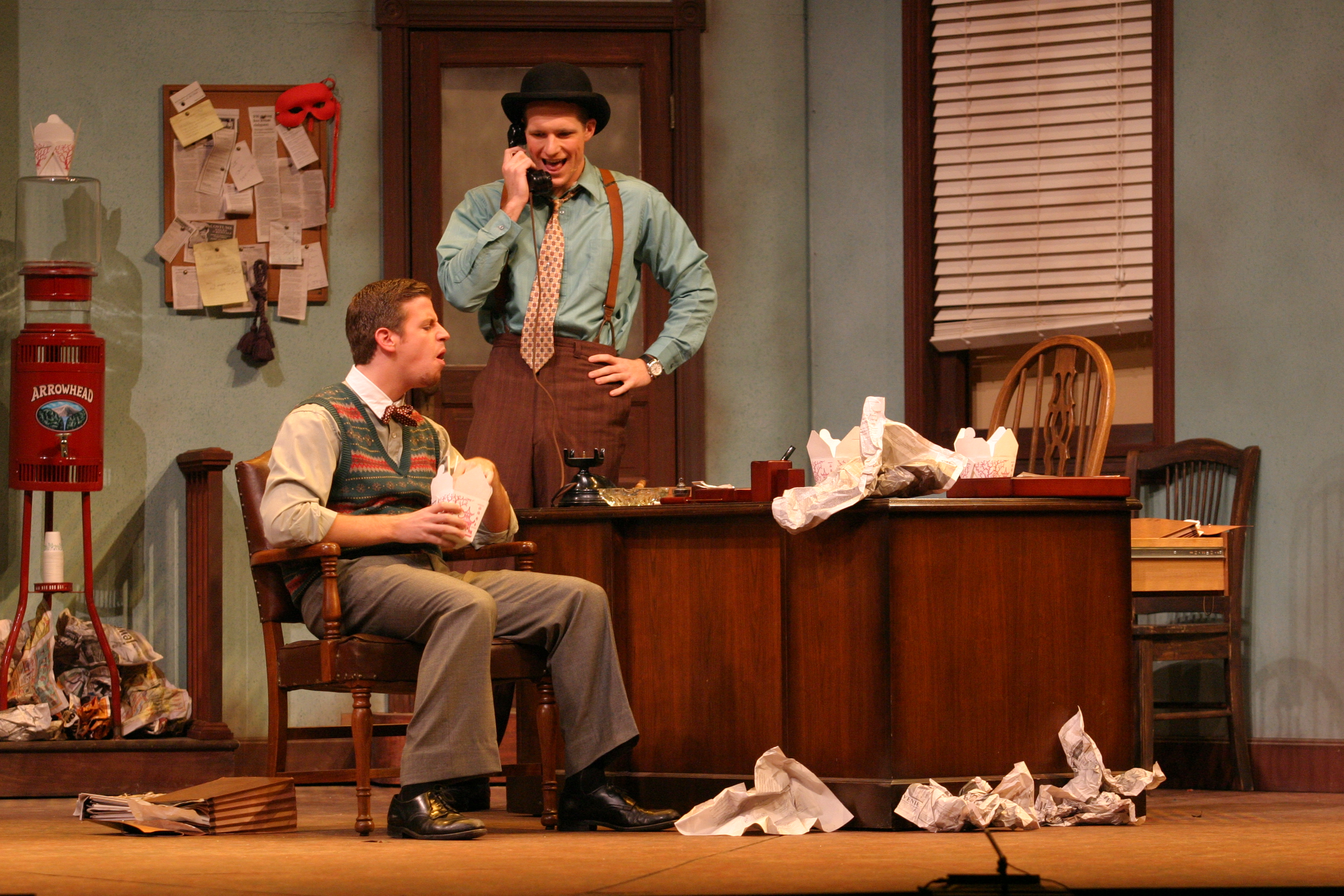
Représentation à l'Otterbein College en 2003

La première a eu lieu le 23 septembre 1925 et la pièce, mise en scène par James Gleason, a été à l'affiche jusqu'en avril 1926, pour un total de 243 représentations.
La pièce a été montée en particulier au Punch Line Theatre à Manhattan en 1982, et par l'Atlantic Theater Company en 2002,.

## Adaptations au cinéma
- 1928 : The Butter and Egg Man de Richard Wallace
- 1932 : The Tenderfoot (film) (en)
- 1935 : Hello, Sweetheart (en) de Monty Banks
- 1937 : Dance Charlie Dance (en)
- 1940 : An Angel from Texas
- 1953 : Trois Marins et une fille (Three Sailors and a Girl)